# Dansk Melodi Grand Prix 2016

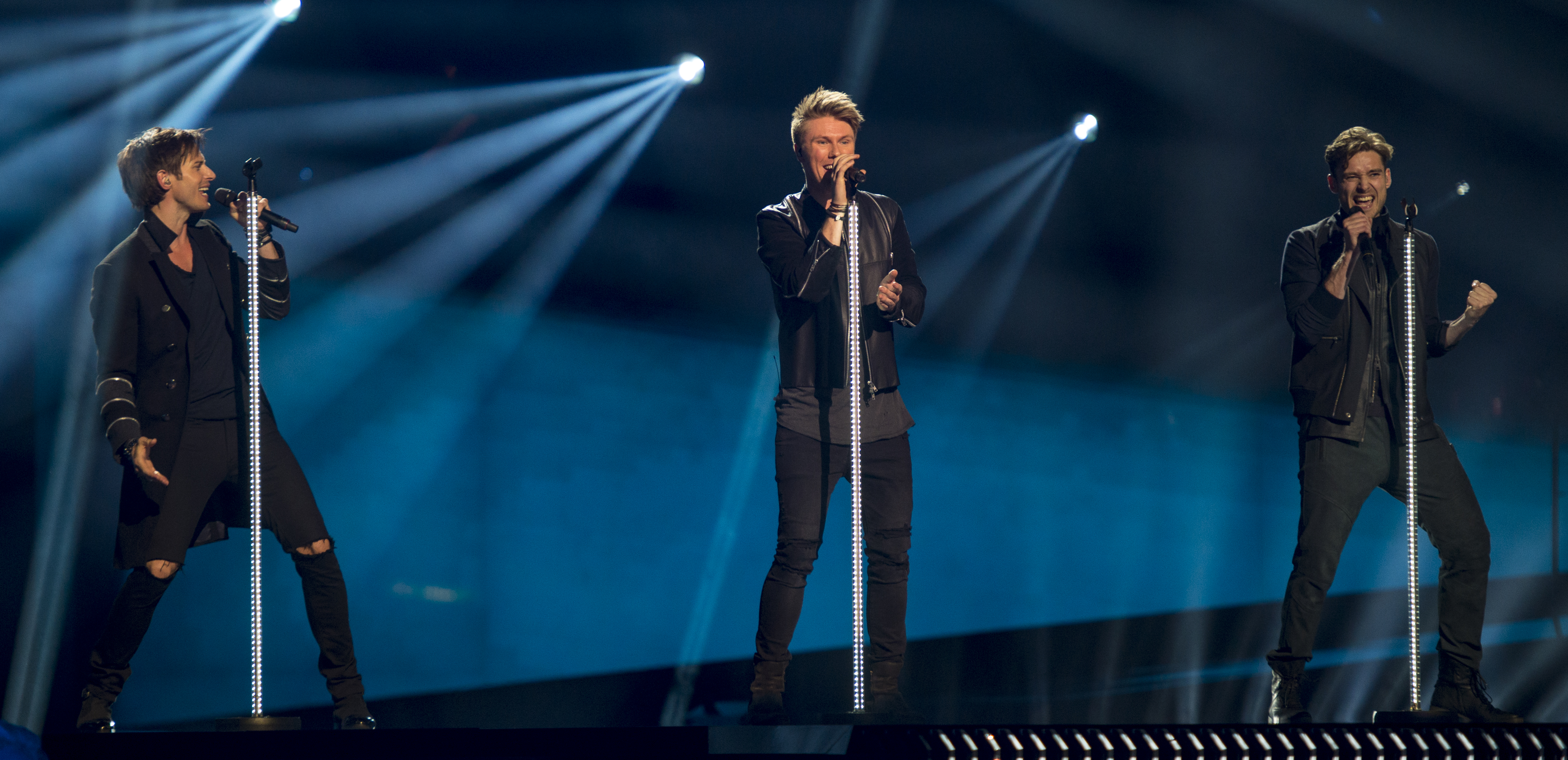

Danmark deltog i Eurovision Song Contest 2016 i Stockholm, Sverige. Lighthouse X med låten "Soldiers of Love" representerade landet.

## Format
Dansk Melodi Grand Prix 2016 var den 46:e upplagan av Dansk Melodi Grand Prix, musiktävlingen som väljer Danmarks bidrag för ESC. Dansk Melodi Grand prix ägde rum den 13 februari 2016 på Forum Horsens i Horsens, värd var Jacob Riising och Annette Heick samt Hilda Heick som var värd för green room. 10 bidrag deltog i finalen där tre gick vidare till superfinalen där segraren utsågs.

## Final
Bidragen med gul bakgrund gick vidare till superfinalen.
| Nr | Artist             | Bidrag              |
| -- | ------------------ | ------------------- |
| 01 | David Jay          | "Rays of Sunlight"  |
| 02 | Simone             | "Heart Shaped Hole" |
| 03 | Bracelet           | "Breakaway"         |
| 04 | Sophia Nohr        | "Blue Horizon"      |
| 05 | Veronicas Illusion | "The Wrong Kind"    |
| 06 | Lighthouse X       | "Soldiers of Love"  |
| 07 | Kristel Lisberg    | "Who Needs a Heart" |
| 08 | Jessica            | "Break it Good"     |
| 09 | Muri & Mario       | "To stjerner"       |
| 10 | Anja Nissen        | "Never Alone"       |

### Superfinalen
|    | Artist       | Bidrag              | Poäng (%) | Plats |
| -- | ------------ | ------------------- | --------- | ----- |
| 01 | Simone       | "Heart Shaped Hole" | 22 %      | 3     |
| 02 | Lighthouse X | "Soldiers of Love"  | 42 %      | 1     |
| 03 | Anja Nissen  | "Never Alone"       | 36 %      | 2     |

## Under Eurovision
Danmark deltog i SF2 där man inte lyckades nå finalen. 